# فرودگاه منطقه‌ای کنوشا

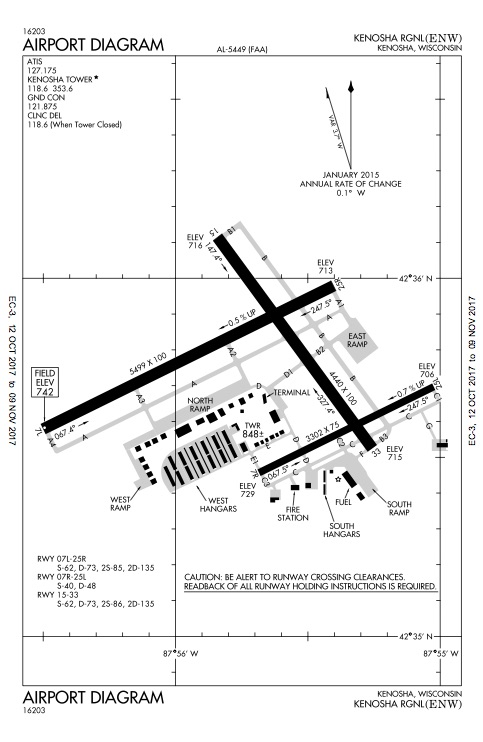
نقشه فرودگاه کنوشا

فرودگاه منطقه‌ای کنوشا (به انگلیسی: Kenosha Regional Airport) یک فرودگاه همگانی بهره‌برداری هوایی با کد یاتا ENW است که یک باند فرود بتن دارد و طول باند آن ۱۶۷۶ متر است. این فرودگاه در شهر کنوشا، ویسکانسین کشور ایالات متحده آمریکا قرار دارد و در ارتفاع ۲۲۶ متری از سطح دریا واقع شده است.